# Atraphaxis decipiens
Atraphaxis decipiens Jaub. & Spach – gatunek rośliny z rodziny rdestowatych (Polygonaceae Juss.). Występuje naturalnie w Kazachstanie oraz zachodnich Chinach (w północnej części regionu autonomicznego Sinciang). 

## Morfologia
PokrójZrzucający liście krzew.
LiścieBlaszka liściowa jest niemal siedząca, skórzasta i ma kształt od równowąskiego do równowąsko eliptycznego. Mierzy 7–15 mm długości oraz 1–3 mm szerokości. Nasada zbiegająca po ogonku, wierzchołek tępy. Gatka obła, o długości do 5 mm.
KwiatyZebrane w grona na szczytach pędów. Listków okwiatu jest 5, mają kształt od owalnego do eliptycznego i różową barwę, mierzą do 4–6 mm długości.
OwoceTrójboczne niełupki o jajowatym kształcie.

## Biologia i ekologia
Rośnie na stepach, nieużytkach oraz pustyniach. Występuje na wysokości od 600 do 1000 m n.p.m. Kwitnie od maja do lipca.